# 群馬県を舞台とした作品一覧
群馬県を舞台とした作品一覧（ぐんまけんをぶたいとしたさくひんいちらん）では、群馬県内を舞台、モチーフ、ロケーションとした文芸、ドラマ、映画、漫画、アニメーション作品について記述する。

## 文芸作品（小説・古典・紀行）
- 赤城にて或日（志賀直哉）
- 伊香保殺人事件（内田康夫）
- 伊香保温泉殺人事件（吉村達也）
- いつか海に行ったね（久美沙織）
- イッツ・オンリー・トーク（絲山秋子）
- 岩と雪の悲劇3 谷川岳の霧と星（安川茂雄）
- 浮雲(林芙美子）
- 碓氷と彼女とロクサンの。（阿羅本景）
- 老神温泉殺人事件（中町信）
- 奥利根殺人街道（山口香）
- 尾瀬ヶ原殺人事件（梓林太郎）
- 尾瀬殺人湿原（梓林太郎）
- 尾瀬の墓標 顔のない刑事（太田蘭三）
- 回想の谷川岳（安川茂雄）
- 上泉伊勢守（池波正太郎）
- 神々の乱心（松本清張）
- 関越自動車道殺意の逆転（大谷羊太郎）
- 岸壁の掟（新田次郎）
- 北軽井沢に消えた女（西村京太郎）
- 逆流の殺意（津村秀介）
- 霧積温泉殺人事件（吉村達也）
- 草津高原殺人事件（木谷恭介）
- 草津・白根殺人回廊（梓林太郎）
- 草津逃避行（西村京太郎）
- 草津冬景色の女客（中町信）
- 草の陰刻（松本清張）
- 国定忠治（津本陽）
- クライマーズ・ハイ（横山秀夫）
- 剣の天地（池波正太郎）
- 紅雲町珈琲屋こよみ(吉永南央)
- 木枯し紋次郎（笹沢佐保）
- 告訴せず（松本清張）
- 今昔百鬼拾遺天狗（京極夏彦）
- 榊原康政（菊池道人）
- 真田太平記（池波正太郎）
- 塩原多助一代記
- ジャージの二人（長嶋有）
- 主君 井伊の赤鬼直政伝（高殿円）
- 上州草津温泉往来(十辺舎一句）
- 上州治乱記
- 上州新田一族（奥富敬之）
- 上州・湯煙列車殺人号（辻真先）
- 白の尾瀬殺人ライン（生田直親）
- 新特急「草津」の女（中町信）
- 新ほたる館物語（あさのあつこ）
- スローカーブをもう一球（山際淳司）
- 遭難 谷川岳（高村武次）
- 蕎麦食べていけ（江上剛）
- 焚火（志賀直哉）
- 谷川岳 霧の殺意（梓林太郎）
- 谷川岳殺意の錘壁（生田直親）
- 谷川岳に逝ける人々（安川茂雄）
- 谷川岳ヒゲの大将（高波吾策）
- 妻の超然（絲山秋子）
- TENGU（柴田哲孝）
- 十津川警部 哀しみの吾妻線（西村京太郎）
- 十津川警部 殺しのトライアングル（西村京太郎）
- 十津川警部捜査行 愛と幻影の谷川特急（西村京太郎）
- 業政駆ける（火坂雅志）
- 南総里見八犬伝（滝沢馬琴）
- 新田義貞（峰岸純夫）
- 新田義貞（新田次郎）
- 日本百名山（深田久弥）
- 日本百名峠（井出孫六）
- 人間の証明（森村誠一）
- 幕末まらそん侍（土橋章宏）
- 八州探訪 新古着屋惣兵衛11（佐伯泰英）
- 花の百名山（田中澄江）
- 榛名（横光利一）
- 榛名湖殺人事件（中町信）
- 半落ち（横山秀夫）
- 包帯クラブ（天童荒太）
- 不如帰（徳富蘆花）
- まち（小野寺史宜）
- 繭と絆 富岡製糸場ものがたり（植松三十里）
- 水芭蕉（真船裕一）
- みちの記（森鴎外）
- みなかみ紀行（若山牧水）
- 無人駅と殺人と戦争（西村京太郎）
- 名月太郎笠（陣出達郎）
- 山への祈り（安川茂雄）
- 義貞の旗（安部龍太郎）
- 46番目の密室（有栖川有栖）
- ラジ&ピース（絲山秋子）
- 恋愛太平記（金井美恵子）
- 私の山谷川岳（杉本光作）

## テレビドラマ
- あしたへジャンプ
- おかしな刑事3
- カエルの王女
- 陰の季節
- 家栽の人
- 木枯し紋次郎
- このまちだいすき 3シラベラ編
- さすらい刑事旅情編
- 真田太平記（1985年、NHK新大型時代劇）
- 太平記（1991年、NHK大河ドラマ）
- 花燃ゆ（2015年、NHK大河ドラマ）
- 真田丸（2016年、NHK大河ドラマ）
- 勝海舟（1990年、日本テレビ年末時代劇スペシャル）にて、新政府軍対小栗上野介忠順（演：風間杜夫）の戦闘シーンが描かれている。
- さわやか3組
- 昭和四十六年 大久保清の犯罪
- 銭ゲバ
- 捜査検事・近松茂道10
- 速歩自源流
- 洞窟おじさん
- 虹色定期便
- ファイト
- 陸王

## 映画
- 青の帰り道
- アキレスと亀
- 朝太郎赤城の唄
- 頭文字D THE MOVIE
- 浮雲
- 男はつらいよ 寅次郎子守唄
- おと・な・り
- お盆の弟
- かくも長き道のり
- かまち
- からっぽ
- 国定忠治
- クライマーズ・ハイ
- クレヨンしんちゃん ヘンダーランドの大冒険
- 群青色の、とおり道
- 仔犬ダンの物語
- ここに泉あり
- JKエレジー
- ジャージの二人
- 親鸞 白い道
- 世界は僕らに気づかない
- 銭ゲバ
- そして父になる
- 高崎グラフィティ。
- 谷川岳の記録 遭難
- 忠治売出す
- 忠治旅日記
- 妻の心
- 新田義貞
- 人間の証明
- 眠る男
- ばかもの
- バナナシュート裁判
- 風来坊探偵 赤い谷の惨劇
- 別に、友達とかじゃない
- 包帯クラブ
- まく子
- 名月太郎笠
- リンダリンダリンダ
- セブンティーン・モータース
- 我が恋せし乙女

## 漫画
- 惡の華
- 頭文字D（しげの秀一）
- F（六田登）
- お前はまだグンマを知らない
- 銀のニーナ
- 銭ゲバ
- SOUL CATCHER(S)
- 宇宙よりも遠い場所
- コミック太平記（横山まさみち）
- ダムマンガ
- 日常（あらゐけいいち）
- 猫のお寺の知恩さん(オジロマコト)
- ねこむすめ道草日記
- ハチミツとクローバー
- 美男高校地球防衛部LOVE!
- 氷壁の達人（神田たけ志）
- 放課後のプレアデス
- 名探偵コナン
- ヤマノススメ
- ゆかひめ!
- 雪の峠・剣の舞

## テレビアニメ
- 惡の華
- 頭文字D
- F
- お前はまだグンマを知らない
- ぐんまちゃん
- 戦隊ヒーロー スキヤキフォース
- 宇宙よりも遠い場所 (2018年、館林市)
- 菜なれ花なれ：高崎市、前橋市、沼田市
- 日常
- 美男高校地球防衛部LOVE!
- 放課後のプレアデス
- 前橋ウィッチーズ∶前橋市
- 千と千尋の神隠し :群馬県吾妻郡

## 音楽作品（楽曲・浪曲）
- 愛されて高崎
- 赤城の子守唄
- いい湯だな
- 国定忠治
- 湖畔の宿
- ナイトイン伊勢崎
- ヒュルルジンジンからっ風
- 前橋ブルース
- 名月赤城山
- 西藤公園

## ゲーム
- 街道バトル
- ぐんまのやぼう
- 群馬ファンタジー
- 四八（仮）
- 頭文字D ARCADE STAGE

## 舞台作品（演劇・芝居）
- 国定忠治
- 塩原多助一代記
- 鉢木
- 舟橋
- 喜びの琴